# Carife
Carife är en ort och kommun i provinsen Avellino i regionen Kampanien i Italien. Kommunen hade 1 381 invånare (2017).